# くじら座79番星
くじら79番星は、くじら座の方向約127光年の距離にある連星系である。
主星Aは、太陽より質量が1割程度大きい黄色準巨星である。核での水素の核融合も既に終わって、主系列を離れたと考えられる。
2005年、UKIRTによる観測で、6.2秒離れた位置にある恒星と固有運動が共通していることがわかり、この伴星Bと連星をなしていると考えられるようになった。伴星Bは、質量は太陽の3割程度の赤色矮星とみられる。主星と伴星は、およそ240AU離れている。

## 惑星系

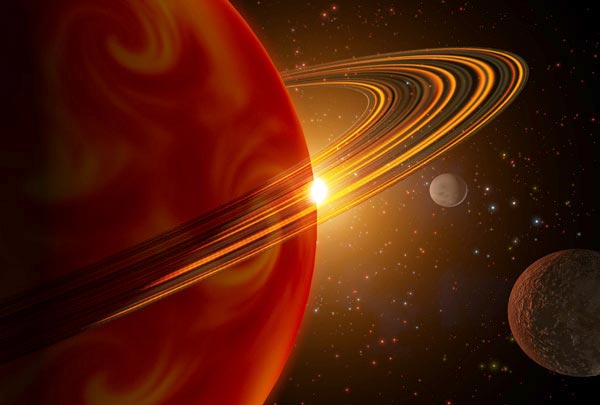
くじら座79番星bの想像図。

2000年、ケック望遠鏡による視線速度変化の測定から、主星Aの周りに質量が土星以下の太陽系外惑星（くじら79番星b、HD 16141 b）が存在する可能性があると報告された。
| 名称 （恒星に近い順） | 質量               | 軌道長半径 （天文単位） | 公転周期 (日)  | 軌道離心率    | 軌道傾斜角 | 半径      |
| --------------------- | ------------------ | ----------------------- | -------------- | ------------- | ---------- | --------- |
| b                     | > 0.260 ± 0.028 MJ | 0.363 ± 0.021           | 75.523 ± 0.055 | 0.252 ± 0.052 | —          | 0.5991 RJ |